# Swiss Open Gstaad 1976
Lo Swiss Open Gstaad 1976 è stato un torneo di tennis giocato sulla terra rossa. È la 62ª edizione dell'Swiss Open, che fa parte del Commercial Union Assurance Grand Prix 1976. Si è giocato a Gstaad in Svizzera, dal 4 al 10 luglio 1976.

## Campioni

### Singolare
Raúl Ramírez ha battuto in finale  Adriano Panatta con il punteggio di 7–5, 6–7, 6–1, 6–3

### Doppio
Jürgen Fassbender /  Hans-Jürgen Pohmann hanno battuto in finale  Paolo Bertolucci /  Adriano Panatta con il punteggio di 7–5, 6–3, 6–3